# ATP de Eastbourne de 2013
O ATP de Eastbourne de 2013 foi um torneio da ATP, disputado em quadras de grama na cidade de Eastbourne, Reino Unido. Esta foi a 5ª edição do evento.

## Pontuação e premiação

### Dristribuição de pontos
| Evento  | V   | F   | SF | QF | Segunda rodada | Primeira rodada | Q  | Q3 | Q2 | Q1 |
| Simples | 250 | 150 | 90 | 45 | 20             | 0               | 12 | 6  | 0  | 0  |
| Duplas  | 250 | 150 | 90 | 45 | —              | 0               | —  | —  | —  | —  |

### Premiação
| Evento  | V       | F        | SF       | QF       | Segunda rodada | Primeira rodada | Q3   | Q2   | Q1 |
| Simples | €84,550 | € 44,540 | € 24,125 | € 13,745 | € 8,100        | € 4,800         | €775 | €370 | —  |
| Duplas* | €25,700 | €13,500  | €7,320   | €4,910   | €2,450         | —               | —    | —    | —  |

* por dupla

## Chave de simples

### Cabeças de chave
| País | Jogador               | Rank1 | Cabeça |
| ---- | --------------------- | ----- | ------ |
| CAN  | Milos Raonic          | 15    | 1      |
| FRA  | Gilles Simon          | 17    | 2      |
| GER  | Philipp Kohlschreiber | 18    | 3      |
| ARG  | Juan Mónaco           | 20    | 4      |
| RSA  | Kevin Anderson        | 23    | 5      |
| UKR  | Alexandr Dolgopolov   | 24    | 6      |
| ITA  | Andreas Seppi         | 26    | 7      |
| ITA  | Fabio Fognini         | 31    | 8      |

- 1 Rankings como em 10 de junho de 2013

### Outros participantes
Os seguintes jogadores receberam convites para a chave de simples:
- Kyle Edmund
- Milos Raonic[1]
- James Ward

Os seguintes jogadores entraram na chave de simples através do qualificatório:
- James Blake
- Kenny de Schepper
- Ryan Harrison
- Guillaume Rufin

### Desistências
Antes do torneio
- Thomaz Bellucci (lesão abdominal)

## Chave de duplas ATP

### Cabeças de chave
| País | Jogador          | País | Jogador         | Rank1 | Cabeça |
| ---- | ---------------- | ---- | --------------- | ----- | ------ |
| AUT  | Alexander Peya   | BRA  | Bruno Soares    | 15    | 1      |
| SWE  | Robert Lindstedt | CAN  | Daniel Nestor   | 26    | 2      |
| IND  | Leander Paes     | CZE  | Radek Štěpánek  | 27    | 3      |
| GBR  | Colin Fleming    | GBR  | Jonathan Marray | 42    | 4      |

- 1 Rankings como em 10 de junho de 2013

### Outros participantes
As seguintes parcerias receberam convites para a chave de duplas:
- Jamie Delgado /  James Ward
- Kyle Edmund /  Sean Thornley

## Campeões

### Simples
- Feliciano López venceu  Gilles Simon, 7–6(7–2), 6–7(5–7), 6–0

### Duplas
- Alexander Peya /  Bruno Soares venceram  Colin Fleming /  Jonathan Marray, 3–6, 6–3, [10–8]